# Kongenitale Spondyloepiphysäre Dysplasie
Die Kongenitale Spondyloepiphysäre Dysplasie ist eine seltene Form einer Spondyloepiphysären Dysplasien, einer Skelettdysplasie mit Veränderungen der Wirbelkörper und der Epiphyse der langen Röhrenknochen.
Synonyme sind: Spondyloepiphysäre Dysplasie, congenitale Form; SEDC; Typ Spranger-Wiedemann; SED kongenitaler Typ; englisch Spranger-Wiedemann disease
Die Erstbeschreibung erfolgte im Jahre 1966 durch die deutschen Kinderärzte Jürgen W. Spranger (1931–2025) und Hans-Rudolf Wiedemann (1915–2006).

## Verbreitung
Die Häufigkeit wird mit etwa 1 zu 100.000 angegeben, die Vererbung erfolgt autosomal-dominant.
Die meisten Erkrankungen treten sporadisch auf.

## Ursache
Der Erkrankung liegen Mutationen im COL2A1-Gen im Chromosom 12 am Genort 13.11-q13.2 zugrunde, welches für die Bildung des Knorpelkollagens (Kollagen Typ II) kodiert. Kongenitale Spondyloepiphysäre Dysplasie kann durch verschiedene Mutationen im COL2A1-Gen verursacht werden. Diese Mutationen können in eine inkorrekte Substition einer Aminosäure in der Pro-alpha1(II)-Kette resultieren, was eine Produktion einer abnormal verkürzten Pro-alpha1(II)-Kette zur Folge hat.

## Klinische Erscheinungen
Klinische Kriterien sind:
- Kleinwuchs  mit sehr kurzem Rumpf, verkürzten Extremitäten und Coxa vara bereits bei Geburt
- Kielbrust
- Hüftbeugekontraktur
- lumbale Hyperlordose, später Kyphose und Skoliose

Eventuell besteht eine Instabilität der oberen Halswirbelsäule.
Assoziiert finden sich gehäuft Lippen-Kiefer-Gaumenspalte, Taubheit, Myopie, Hypertelorismus,  Katarakt oder Klumpfuß.

## Diagnose
Der klinische Verdacht wird durch die Veränderungen im Röntgenbild bestätigt:
- Höhengeminderte stark abgeflachte, zungenförmig deformierte Wirbelkörper
- Verbreiterung und Deformierung der Epiphysen bei normalen Diaphysen der langen Röhrenknochen
- Abgeflachtes Pfannendach, verzögerte Kopfkernbildung, birnenförmig deformierter Hüftkopf
- Massive Coxa vara, Schenkelhals an Pseudarthrose erinnernd, Trochanterhochstand
- Hypoplasie des Dens mit Risiko einer atlantoaxialen Instabilität

Die Erkrankung kann bereits im Mutterleib mittels Feinultraschall vermutet werden.

## Therapie
Wegen der möglichen Instabilität der oberen HWS kann ein neurochirurgischer Eingriff erforderlich werden.